# Ad resurgendum cum Christo

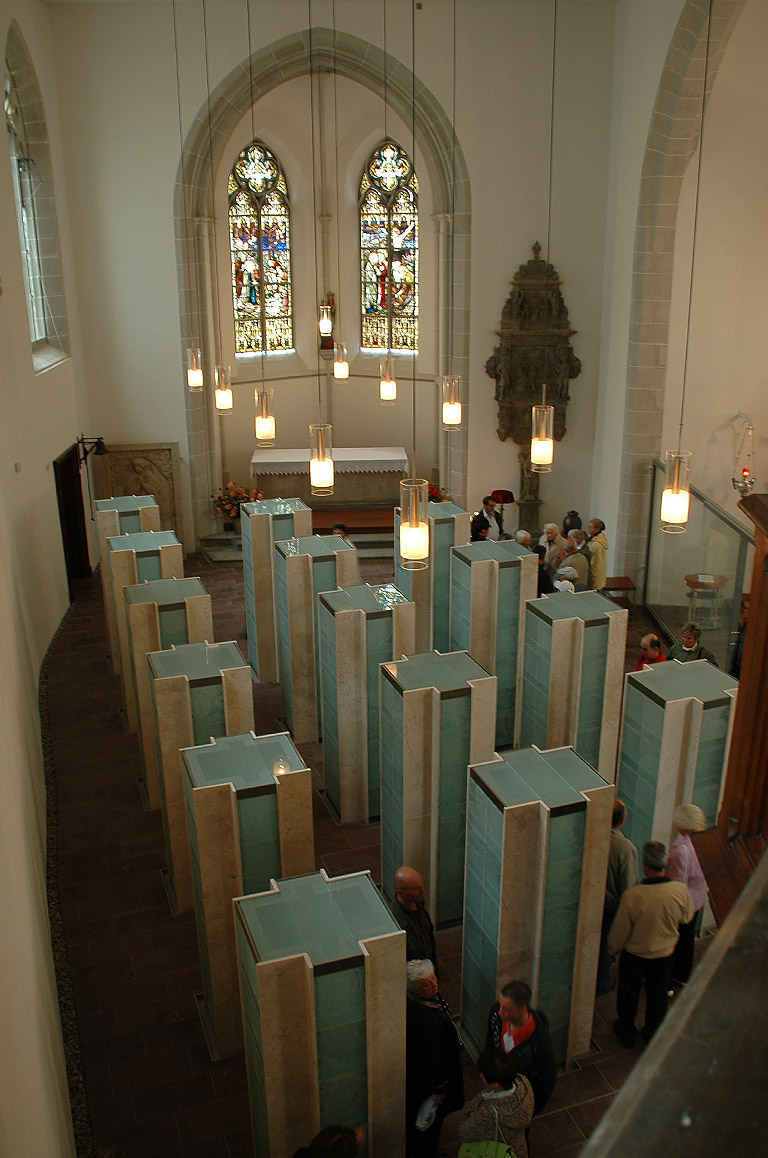
Kolumbárium v katolickém kostele Všech svatých v Erfurtu

Ad resurgendum cum Christo (čes. K povstání z mrtvých s Kristem)  je instrukce Kongregace pro nauku víry o pohřbívání zemřelých a uchovávání popela v případě kremace. Byla vydána roku 2016.
Instrukce v návaznosti na instrukci Piam et constantem z roku 1963 připomíná, že církev preferuje pohřeb zesnulého těla do země, i když se nestaví proti kremaci, není-li provedena z důvodů odporujících víře. Ostatky po kremaci musí být ovšem uloženy, na hřbitově, v kostele nebo na jiném posvátném místě. Uchovávání popela v soukromých obydlích je přípustné jen výjimečně. Pro zabránění jakémukoli nedorozumění panteistického, naturalistického nebo nihilistického charakteru, nesmí být ostatky rozptýleny ve vzduchu, ve vodě, nebo na zemi; stejně tak není přípustné, aby se popel z kremace stal součástí bižuterie nebo upomínkových předmětů. 